# 1º Batalhão de Ações de Comandos
O 1º Batalhão de Ações de Comandos (1º BAC), também conhecido como Comandos, é uma unidade de forças especiais do Exército Brasileiro. Está subordinado à Brigada de Operações Especiais e sediado em Goiânia.

## História
As forças de operações especiais no Brasil têm origem na Insurreição Pernambucana, no século XVII, quando luso-brasileiros como António Dias Cardoso e o capitão Francisco Padilha lideraram forças irregulares que, utilizando táticas de guerrilha, realizaram emboscadas contra os holandeses, inclusive eliminando o comandante Johan van Dorth.
A unidade de Ações de Comandos foi criada em 1983, inicialmente como subunidade do 1º Batalhão de Forças Especiais (Brasil), sendo posteriormente elevada à categoria de batalhão independente.
Durante a MINUSTAH, cerca de 20 militares do 1º Batalhão de Forças Especiais e do 1º BAC formaram o Destacamento de Operações de Paz (Dopaz), responsável por missões de alto risco, incluindo reconhecimento especial e ação direta contra lideranças de gangues haitianas, além de liderar incursões da ONU em bairros como Bel Air, Cité Militaire e Cité Soleil entre 2005 e 2007.
De acordo com o general Sergio Schwingel, o papel do Dopaz no Haiti levou a ONU a adotar uma doutrina para o emprego de forças especiais em operações de paz.